# BRTN TV2
 (août 2015).
Si vous disposez d'ouvrages ou d'articles de référence ou si vous connaissez des sites web de qualité traitant du thème abordé ici, merci de compléter l'article en donnant les références utiles à sa vérifiabilité et en les liant à la section « Notes et références ».
BRTN TV2, plus communément appelée TV Twee (TV2 en néerlandais) est la seconde chaîne de télévision généraliste publique de la BRTN diffusée en Communauté flamande de Belgique du 26 avril 1977 au 30 novembre 1997.

## Historique de la chaîne
En 1973, la Belgische Radio en Televisie, Nederlandstalige uitzendingen (BRT) commence à expérimenter la diffusion d'une seconde chaîne de télévision, qui émet de façon régulière à partir du mardi 26 avril 1977 sous le nom de BRT TV2. 
Le 27 janvier 1991, à la suite du changement de nom de la BRT en BRTN, la chaîne devient BRTN TV2, plus simplement appelée Twee.
BRTN TV2 ferme définitivement son antenne le 30 novembre 1997 au soir. La BRTN utilise dès le lendemain ce deuxième canal pour diffuser deux nouvelles chaînes de télévision thématiques en canal partagé : Canvas, qui a une programmation culturelle et sportive, et, avant Canvas et son ouverture antenne à 20 h, Ketnet destinée à la jeunesse. 

## Identité visuelle

### Logos

Logo de BRT TV2 du 26 avril 1977 à 1982
Logo de BRT TV2 de 1982 à 1985
Logo de BRT TV2 de 1985 à 1987
Logo de BRT TV2 de 1987 à 1991
Logo de BRTN TV2 de 1991 à 1994
Logo de BRTN TV2 de 1994 à 1997

## Programmes
TV2 proposait des programmes culturels et des retransmissions sportives. Les programmes du matin et de l'après-midi étaient destinés aux enfants avec des  films familiaux diffusées dans la soirée. Ces programmes étaient proposés en coopération avec la chaîne éducative néerlandaise Nederlandse Onderwijs Televisie (NOT). 
Tous les jours à 20h00 était diffusé TV2-journaal, rediffusion du journal télévisé diffusé une demi-heure auparavant sur TV1. 
TV2 se positionnait comme la chaîne des téléspectateurs exigeants. Elle proposait donc des soirées axées sur l'art, la littérature, la musique, ainsi que des films et des programmes de télévision destinés à un public plus restreint. Elle diffusait aussi films, des séries et de l'humour.
Au cours de grands événements sportifs comme les Jeux Olympiques, le football et le cyclisme, les compétitions étaient principalement diffusées sur le TV2.